# Nationalpark Los Alerces
Der Nationalpark Los Alerces (Parque Nacional Los Alerces) ist ein Park in Argentinien im Nordwesten der Provinz Chubut im argentinischen Teil Patagoniens. Er wurde 1937 gegründet und umfasst eine Fläche von 2.630 km² (188,379 Hektar) entlang der chilenischen Grenze. Er liegt durchschnittlich 900 Meter über dem Meer. Für Touristen ist nur ein beschränkter Teil des Parks zugänglich, der übrige Teil ist der Forschung vorbehalten.
Der Park wurde eingerichtet, um die letzten Bestände der Patagonischen Zypresse (Fitzroya cupressoides; spanisch Alerce) zu schützen.

## Flora
Durch die hohen Niederschläge, der Park zählt zu den niederschlagsreichsten Gegenden der Erde, wächst im gesamten westlichen Teil valdivianischer Regenwald mit baumhohen Bambus und verschiedenen Laub- und Nadelbäumen. Herausragend sind die sogenannten Alerces, die dem Park den Namen geben. Dabei handelt es sich um eine extrem langsam wachsende und sehr langlebige Zypressenart. Die Bäume wachsen im Schnitt im Durchmesser nur 0,8 mm pro Jahr und können Höhen von bis zu 50 Metern erreichen. Das Alter der ältesten Bäume im Park wird auf etwa 2600 Jahre geschätzt. Für Touristen ist ein etwa tausendjähriges Exemplar am Lago Menéndez zugänglich. Die Alerces standen kurz vor der Ausrottung, da ihr Holz sehr begehrt ist und Naturverjüngung nur unter besonderen Bedingungen gelingt (Brand, Lavafelder); ansonsten werden die Flächen von Laubgehölzen (besonders Lomatia ssp.) besiedelt.
Touristisch ist der Park gut erschlossen und bietet verschiedene Unterkünfte in Hotels, Pensionen und Campingplätzen. Er verfügt über ein ausgebautes Netz an Wanderwegen. Der Park kann auch in einem Tagesausflug von Esquel erreicht werden.

## Klima
Die meisten der tieferen Lagen des Nationalparks Los Alerces sind als Seeklima klassifiziert, die im Koppen-Klassifizierungssystem als Cfb bezeichnet werden. Feuchtbeladene Wolken aus dem Pazifik treffen die Anden an der chilenisch-argentinischen Grenze und produzieren jährlich bis zu 3.000 Millimeter Niederschlag, meist in Form von Regen in niedrigeren Lagen und Schnee in höheren Lagen. Im Regenschatten (Lee) nimmt der Niederschlag ostwärts der Andengipfel rasch ab und fällt am östlichen Rand des Parks auf etwa 800 Millimeter ab. Die Temperaturen im Park reichen von kalt bis gemäßigt. In jedem Monat des Jahres kann es Frost geben. Der wärmste Monat ist der Januar mit durchschnittlichen Tagesmaxima von 24 °C und -minima von 8 °C im südlichen Bereich des Parks. Das Wetter ist durch große Wechselhaftigkeit gekennzeichnet. Die Durchschnittstemperaturen im Juli, dem kältesten Monat, sind maximal 7 °C und minimal −1 °C. Dabei können Fröste bis etwa −15 °C auftreten; langdauernder Frost fehlt aber. Die durchschnittlichen Temperaturen sinken mit der Höhe. Die Waldgrenze ist bei etwa 1.400 Meter, darzu gibt es kahle Felsen, permanente oder semi-permanente Schneefelder, und den Torrecillas Gletscher zwischen dem Lake Menėnendez.
Im Westen des Parks gibt es hohe Niederschläge und valdivianische Regenwälder unterhalb der höheren Lagen der Anden. Ein Großteil des restlichen Parks ist patagonischer Wald, ähnlich dem in den Nationalparks Lanín und Nahuel Huapi, mit Coihuen- und Lengasüdbuchen. Arrayan-Bäume (Luma apiculata) können entlang des Flusses Arrayanes gesehen werden.
Obwohl es keine echte Trockenzeit gibt, ist der meiste Niederschlag in den Wintermonaten Juli bis August in der südlichen Hemisphäre, geringere Mengen fallen im Südsommer.

## Waldbrände
Beginnend am 25. Januar 2024 verbrannte bei einem sich im Zuge einer Hitzewelle rasch ausbreitenden Waldbrand eine Fläche von mehr als 3000 Hektar im Nationalpark.